# Francesco Flores D'Arcais

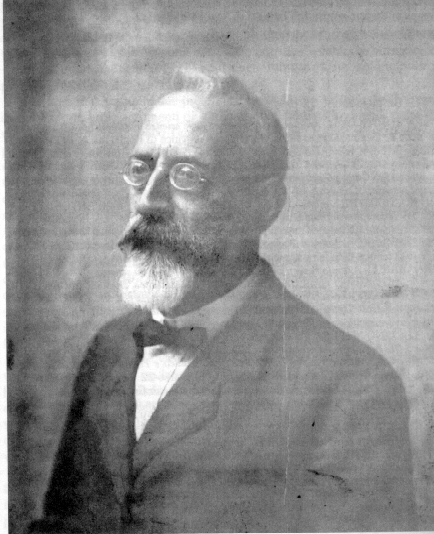
Francesco Flores D'Arcais

Francesco Flores D'Arcais (Cagliari, 26 de enero de 1849 - Padua, 29 de diciembre de 1927) fue un matemático italiano, famoso sobre todo por sus grandes dotes didácticas.

## Biografía
Hijo del Raimondo Flores, marqués D'Arcais, y de Maria Grazia Boy, quien murió a los pocos meses del parto.
Francesco Flores D'Arcais se licenció en 1869 por la Universidad de Pisa. Fue profesor de cálculo infinitesimal en la Universidad de Cagliari desde 1874. Entre 1875 y 1878 enseñó álgebra y geometría analítica en la Universidad de Bolonia y después en la Universidad de Padua, donde permaneció hasta su muerte. 
Autor de distintos trabajos científicos, no fue un autor muy prolífico, pero entre sus obras se encuentra el Corso di analisi infinitesimale («Curso de análisis infinitesimal»), muy popular y prestigioso en su época.